# Elecciones generales de Japón de 1892
Las segundas elecciones generales de Japón (en japonés: 第2回衆議院議員総選挙; translit: Dai-nikai Shūgiin Giinsōsenkyō) tuvieron lugar el 15 de febrero de 1892. Fueron adelantadas varios meses por el régimen de Matsukata Masayoshi debido al estancamiento político que el parlamento controlado por la Coalición Demócrata entre el Partido Liberal y el Partido de la Reforma Constitucional, provocó al no aprobar el presupuesto anual de 1892, lo que representó una molestia para el gobierno. Por lo tanto, las elecciones se realizaron en un clima de constante violencia política, con el asesinato de alrededor de veinticinco personas y más de trescientos que resultaron heridas durante el período de campaña y la jornada de votación.
La participación electoral fue del 91.54% del electorado registrado, sumamente restringido y que representaba al 1% de la población. A pesar de los actos violentos perpetuados por el gobierno, estos no pudieron evitar una nueva victoria de la Coalición Demócrata, que consiguió el 45% de los escaños parlamentarios (132 de 300) conservando una amplia pluralidad pero perdiendo la mayoría absoluta que había logrado tras las anteriores elecciones. Los partidos pro-gobierno obtuvieron 124 escaños, mientras que los otros 44 fueron ocupados por candidatos independientes, que en su mayoría apoyaron a la Coalición Demócrata, por lo que las elecciones fueron un fracaso para el régimen imperial.

## Sistema electoral
Al igual que en las anteriores elecciones, el sufragio era sumamente limitado. Los únicos habilitados para votar eran los varones mayores de veinticinco años que pudieran pagar 15 yenes o más en impuestos nacionales y que hubieran residido en su prefectura por al menos un año en el período previo a la elección. Solo los ciudadanos varones de treinta años o más, que no eran miembros de la nobleza kazoku o de la Familia Imperial o sus ramas, podían postularse para un cargo en la cámara baja. Esta consistía en 300 escaños y el método de elección se basaba en un sistema mixto entre el escrutinio mayoritario uninominal y el plurinominal. Había 214 distritos uninominales con un solo candidato cada uno, y 43 distritos plurinominales con dos candidatos cada uno en el que se elegían a los 86 representantes restantes. Hubo un total de 900 candidaturas, 343 menos que en 1890. Hubo 474.759 personas registradas para votar, tan solo un 1% de la población total del país y solo 23.887 más que en las anteriores elecciones, y votó cerca del 91.54% del electorado registrado, un ligero decrecimiento con respecto a los anteriores comicios.

## Antecedentes
Al instaurarse la monarquía constitucional y luego de realizarse las primeras elecciones generales bajo la misma, el régimen imperial del Emperador Meiji Tennō y su primer ministro Matsukata Masayoshi esperaban que la Cámara de Representantes fuera un órgano legislativo dócil que aprobara la mayoría de las legislaciones del gobierno y la Cámara de los Pares (la Cámara Alta). Sin embargo, los miembros de la Cámara de Representantes utilizaron la única influencia que se les otorgó en virtud de la Constitución Meiji: la suspensión de la aprobación presupuestaria, como medio para mostrar resistencia. Esto condujo a un claro estancamiento político, por lo que el gobierno se vio forzado a disolver el parlamento y convocar a elecciones adelantadas. El Emperador Meiji expresó indirectamente su preocupación de que el problema se repitiera si «a misma gente» (es decir, la Coalición Demócrata) ganaba las elecciones, y sugirió que las oficinas regionales alentaran a «las personas buenas» a postularse como candidatos.

## Campaña
El Ministro del Interior, Shinagawa Yajirō, interpretó la frase del Emperador Meiji como una condena a los partidos políticos, y envió memorandos a todas las oficinas del gobierno regional alentando el despido de hombres profundamente involucrados en la actividad partidista. También instruyó a la policía a manejar severamente cualquier acto de soborno e intimidación. Irónicamente, las elecciones de 1892 fueron recordadas como las más violentas en la historia de Japón, con numerosos disturbios, en los que murieron 25 personas y 388 resultaron heridas. La violencia fue particularmente severa en áreas del país en las que el apoyo al opositor Partido Liberal (Jiyutō) era fuerte.
Popular entre los votantes japoneses, la Coalición Demócrata (mintō), formada entre el Partido Liberal y el Partido de la Reforma Constitucional buscaba revalidar su mayoría absoluta, obtenida luego de que se formase la coalición tras las elecciones de 1890. Por otro lado, los conservadores y partidarios del gobierno imperial formaron una coalición entre el Comité Central de Negociación (o Club Chuo), el Club Independiente (o Club Dokuritsu) y el Club Kinki, buscando arrebatar la mayoría legislativa a los partidos liberales.
Motivado por el primer ministro Matsukata Masayoshi, Shinagawa arrestó a los candidatos que consideró "desleales", y tenía pandillas de matones que molestaban a los votantes y quemaban los bienes de los políticos de la oposición. Los gobernadores de las prefecturas y los jefes de policía recibieron órdenes secretas de interrumpir las campañas de políticos opositores "desleales" y de ayudar lo más posible a los partidarios del gobierno. Las urnas fueron robadas en la prefectura de Kōchi, y la votación fue imposible en algunas zonas de la prefectura de Saga, por lo que fue directamente suspendida. Las violaciones fueron más evidentes en dos prefecturas, Ishikawa y Fukuoka.

## Resultados
A pesar de la violencia, los llamados "mintō" (Coalición Demócrata) -Jiyutō, Rikken Kaishintō y sus afiliados- mantuvieron su mayoría en la Cámara de Representantes, ganando 132 escaños contra los 124 de los candidatos pro-gubernamentales, más 44 independientes.
| Partido político | Partido político                     | Nombre japonés                 | Escaños | +/-   |
| ---------------- | ------------------------------------ | ------------------------------ | ------- | ----- |
|                  | Partido Liberal                      | Jiyutō (自由党?)               | 94/300  | 36    |
|                  | Comité Central de Negociación        | Chūō Kōshōkai (中央交渉会?)    | 81/300  | Nuevo |
|                  | Partido de la Reforma Constitucional | Rikken Kaishintō (立憲改進党?) | 38/300  | 3     |
|                  | Club Independiente                   | Dokuritsu Club (独立倶楽部?)   | 31/300  | Nuevo |
|                  | Club Kinki                           | Kinki Club (独立倶楽部?)       | 12/300  | Nuevo |
|                  | Independientes                       | Mushozoku (無所属)             | 44/300  | 1     |
| Total            | Total                                | Total                          | 300     | 0     |

## Consecuencias
El gobierno se enfrentó a una Cámara de Representantes sumamente irritada cuando la Dieta Imperial volvió a reunirse el 6 de mayo, aunque todo el legislativo en su conjunto mostró su desagrado ante el fraude electoral y la violencia. La Cámara de los Pares declaró estar indignada por la forma en la que se llevaron las elecciones y emitió una condena pública a los actos del gobierno el 11 de mayo. Esta situación forzó la renuncia de Shinagawa en junio, y la del propio Matsukata el 8 de agosto de ese mismo año. Fue reemplazado por Itō Hirobumi, quien gobernaría hasta 1896.